# Gerd Zacher
Gerd Zacher, född den 6 juli 1929 i Meppen i Niedersachsen, död den 9 juni 2014 i Essen i Nordrhein-Westfalen, var en tysk kompositör, organist och musikskribent.
Zacher var specialist på nutida musik. Han framförde många nutida tonsättares verk, bland andra John Cage, Juan Allende-Blin, Mauricio Kagel, György Ligeti, Hans Otte och Isang Yun. Han var också känd för sina tolkningar av Johann Sebastian Bach.

### Om musik
- Analyse der Orgel - ein Interpretationskurs .In: Internationale Ferienkurse für neue Musik. 26. 1972. - Mainz [u.a.] : Schott, 1973. (Darmstädter Beiträge zur neuen Musik ; 13)
- Bach gegen seine Interpreten verteidigt : Aufsätze 1987-1992. München : Edition Text u. Kritik, 1993. - 170 S. - (Musik-Konzepte ; 79/80)
- Beobachtungen an Erik Saties «Messe des pauvres». In:  Erik Satie. - 2., erw. Aufl. - München : Edition Text u. Kritik, 1988. - S. 48-63. - (Musik-Konzepte ; 11)
- Canonische Veränderungen, BWV 769 und 769 a. In:  Bach Johann Sebastian - Das spekulative Spätwerk. - 2., unveränd. Aufl. - München : Edition Text u. Kritik, 1999. - S. 3-19. - (Musik-Konzepte ; 17/18)
- Der geheime Text des Contrapunctus IV von Bach (Anregungen der Sprache für die Ausprägung von Musik). In: Stefan Klöckner (Hrsg.): Godehard Joppich zum 60. Geburtstag, Bosse, Regensburg 1992, S. 219 – 237
- Die Erfahrung der Abwesenheit Gottes in der Musik des 20. Jahrhunderts. In: Wolfhart Pannenberg (Hrsg.): Die Erfahrung der Abwesenheit Gottes in der modernen Kultur, Vandenhoek & Ruprecht, Göttingen 1984, S. 137 - 159
- Die Kunst einer Fuge. Als Begleitheft zur Wergo-CD 6184-2,  1990
- Die riskanten Beziehungen zwischen Sonate und Kirchenlied : Mendelssohns Orgelsonaten op. 65 Nr. 1 und 6 .In:  Felix Mendelssohn Bartholdy. - München : Edition Text u. Kritik, 1980. - S. 34-45. - (Musik-Konzepte ; 14/15)
- Eine Fuge ist eine Fuge ist eine Fuge (Liszts B-A-C-H-Komposition für Orgel). In: Musik und Kirche 47, 1977, H. 1, S. 15- 23
- Erfahrungen bei der Interpretation graphisch notierter Orgelmusik. In: Rundbrief des Landeskirchenmusikdirektors der Evang. Luth. Landeskirche Schleswig-Holstein, Dez. 1966, S. 8f.
- Frescobaldi und die instrumentale Redekunst. In: Musik und Kirche 45, 1975, H. 2, S. 54 - 64
- «Ich kenne des Menschen nicht» : ein musikwissenschaftliches Dilemma  (Zu Bachs „Kunst der Fuge'“, Contrapunctus XI). In.  Musik und Kirche. Jg. 56. 1986. 6. S. 298-299
- Komponierte Formanten .In: Aimez-vous Brahms 'the Progressive'?. - München : Edition Text u. Kritik, 1989. - S. 69-75. - (Musik-Konzepte ; 65)
- Livre d'orgue - eine Zumutung.  In:  Olivier Messiaen. - München : Edition Text u. Kritik, 1982. - S. 92-107. - (Musik-Konzepte ; 28)
- Materialsammlung zu Dieter Schnebels Choralvorspielen. In: Dieter Schnebel. - München : Edition Text u. Kritik, 1980. - S. 12-22. - (Musik-Konzepte , 16)
- Max Reger. Zum Orgelwerk. In: Musik-Konzepte Nr. 115, 2002
- Meine Erfahrungen mit der «Improvisation ajoutée». In: Kagel, 1991. Hrsg. von Werner Klüppelholz. - Köln : DuMont, 1991. - S. 136-154
- Orgelmusik vor 20, 30 Jahren, als unsere Gegenwart noch Zukunft war. In: Acta Organologica, Bd. 17, Berlin 1984, S. 406 – 415
- Randbemerkungen über das Zählen in Schönbergs «Ein Überlebender aus Warschau».In: Arnold Schönberg. - München : Edition Text u. Kritik, 1980. - S. 146-150. - (Musik-Konzepte ; Sonderband)
- Schöpferische Tradition statt Historismus. In: Acta Organologica, Bd. 17, Berlin 1984, S. 184 - 207
- Über eine vergessene Tradition des Legatospiels. In: Musik und Kirche 43,, 1973, H. 4, S. 166- 171
- Werkzeug Orgel. In: Der Kirchenmusiker 19, 1968, H. 5, S. 1 - 4
- Zu Anton Weberns Bachverständnis.  In: Anton Webern I. - München : Edition Text u. Kritik, 1983. - S. 290-305. - (Musik-Konzepte ; Sonderband)

### Översättningar från spanska
- Pablo de Rokha: Der große Kummer(Übersetzung: Gerd Zacher u. Juan Allende-Blin). In: Alternative Zeitschrift für Dichtung und Diskussion, 1961, H. 21, S.133 - 135
- Pablo Neruda: Es gibt keine Vergessenheit (Sonate), Vicente Huidobro: Allein,  Oscar Castro: Engel und Papierdrachen Übersetzung: Gerd Zacher u. Juan Allende-Blin). In Gotthard Speer/Hansjürgen Winterhoff (Hrsg.): Meilensteine eines Komponistenlebens. Kleine Festschrift zum 70.Geburtstag von  Günter Bialas. Bärenreiter, Kassel 1977, S. 16f.

## Kompositioner
- 1954: Fünf Transformationen für Klavier, op. 3
- 1960: Magnificat für zweistimmigen Chor, Bläser (oder Orgel) und Pauken, Edition Häusler, Stuttgart
- 1961: Differencias für Orgel, Ed. Peters, Leipzig
- 1968: Szmaty (Palm 22,19) für Orgel. Isang Yun gewidmet (unveröffentlicht)
- 1968: 700000 Tage später (eine Lukaspassion) für gemischten Chor (12 bis 28 Mitwirkende)(unveröffentlicht).
- 1968/69: “Die Kunst einer Fuge“ d.i. Bachs Contrapunctus I in 10 Interpretationen für Orgel (CD: Wergo, 1996)
- 1987: 75 event(ualitie)s für Orgel und Tonband. Zum 75. Geburtstag von John Cage (unveröffentlicht)
- 1993: Trapez (in memoriam Hans Henny Jahnn) für Orgel (unveröffentlicht)
- L'heure qu'il est für zwei Klaviere im Vierteltonabstand (unveröffentlicht)